# Ambros

Campanhas bizantinos-árabes de 837-838 e saque de Amório

Ásia Menor

Omar ibne Abedalá ibne Maruane (‘Umar ibn ʿAbdallah ibn Marwan) ou Anre ibne Ubaide Alá ibne Maruane (ʿAmr ibn ʿUbaidallah ibn Marwan;, de sobrenome Alacta (al-Aqtaʿ, lit. "o Maneta"), e conhecido como Amer ou Ambros (em grego: Ἄμερ ou Ἄμβρος) em fontes bizantinas, foi o emir árabe semi-independente de Melitene (Malátia) dos anos 830 até sua morte na Batalha de Lalacão em 3 de setembro de 863. Durante este tempo, foi um dos maiores inimigos do Império Bizantino em sua fronteira oriental, e tornou-se uma figura proeminente na posterior literatura épica árabe e turca, nomeadamente no Delhemma e no Battalname.

## Biografia
Ambros pertencia à tribo dos soleimitas, que estava estabelecida na Jazira (Mesopotâmia Superior) ocidental na época das conquistas muçulmanas e desempenhou um importante papel nos assuntos de Melitene e na fronteira jazirana (tugur) com o Império Bizantino bem como a fronteira caucasiana com os cazares. Seu pai, Abedalá ou Ubaide Alá é pouco conhecido, exceto que foi também emir de Melitene e que c. 810 entregou para os bizantinos a fortaleza de Camacha para obter a libertação de seu filho, que foi mantido cativo. Ambros provavelmente se tornou emir de Melitene nos anos 830, e aparece pela primeira vez em 838, na campanha de Amório do califa Almotácime (r. 833–842). A campanha foi travada em retaliação a um raide em larga escala no ano anterior pelo imperador bizantino Teófilo (r. 829–842) contra os emirados da fronteira árabe, incluindo o de Melitene, cujo território foi devastado e despovoado. Durante a campanha de Amório, Ambros tomou parte com seus homens na grande vitória árabe sobre o próprio Teófilo na batalha de Dazimo, em julho de 838.
Nos anos 840, ele deu refúgio para os membros sobreviventes dos paulicianos, que estavam fugindo da perseguição bizantina, e instalou-os na área em torno das fortalezas de Tefrique, Amara e Argau. O líder pauliciano Carbeas transformou a região em um principado pauliciano separado, aliado com Ambros e lançou frequentes expedições contra o Império Bizantino, em conjunto com Ambros ou independentemente. Em 844, as forças de Ambros participaram de um grande raide que infligiu uma pesada derrota sobre um exército liderado pelo ministro chefe bizantino, Teoctisto, na batalha de Mauropótamo. No final dos anos 840, esteve também engajado na guerra contra um senhor armênio vizinho chamado Esclero, a quem ele finalmente venceu após um conflito prolongado e sangrento.
Nos anos 850, há relatos de Ambros derrotando uma expedição liderada pelo imperador bizantino Miguel III, o Ébrio (r. 842–867) contra Samósata, e realizado uma série de raides vitoriosos em Bizâncio. Um deles atravessou os temas Tracesiano e Opsiciano e alcançou a grande base do exército bizantino em Malagina, na Bitínia. Ele não conseguiu, contudo, impedir a expedição retaliatória lançada em 856 por Petronas, o Patrício, contra Melitene e Tefrique, que invadiu todo o caminho para Amida, tomando muitos prisioneiros antes de recuar.

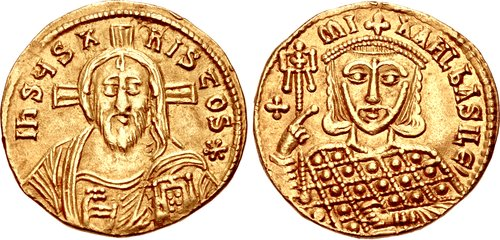
Soldo de r.

Em 860, junto com Carbeas, Ambros lançou um grande raide na Anatólia, que alcançou o porto de Sinope, no mar Negro, retornando com mais de 12 000 cabeças de gado capturadas. Três anos mais tarde, participou de uma grande força abássida que invadiu a Anatólia através das Portas da Cilícia. Após separar-se da força principal e repelir um exército bizantino sob o imperador Miguel III em Mardije Aluscufe ("Prado do Bispo") na Capadócia, Ambros e os seus homens rumaram em direção ao norte para saquear o porto de Amisos. Em seu retorno, contudo, foi cercado pelos bizantinos e morto na batalha de Lalacão em 3 de setembro de 863. Apenas uma fração de seu exército escapou liderado pelo seu filho, mas ele também foi derrotado e capturado pelo comandante do Tema de Carsiano. Sua morte marcou o fim de Melitene como uma ameaça para Bizâncio, embora o emirado tenha sobrevivido até que o neto de Ambros, Abu Hafes ibne Anre, foi forçado a render a cidade para o general bizantino João Curcuas em 934.

## Legado cultural
Como muitos outros protagonistas das guerras bizantino-árabes, Ambros figura nas lendas árabes e bizantinas. No romance épico árabe "Conto de Delhemma e Albatal" (Sīrat Ḏāt al-Himma wa-l-Baṭṭāl), é uma figura importante, embora seu papel tenha sido diminuído e ele apareça frequentemente quase como um vilão devido ao viés do conto em favor dos rivais dos soleimitas, os quilabitas, que forneceram a maioria dos personagens heroicos. Tradições sobre Ambros parecem também ter influenciado o ciclo de histórias em torno de Omar ibne Numane e seus filhos e que foram incluídos em As Mil e uma Noites, enquanto o próprio Ambros aparece mais tarde na literatura épica turca centrada na figura heroica de Battal Gazi (inspirado no general omíada Abedalá Albatal), que é também um dos principais heróis do Delhemma e do épico turco Battalname.
Na literatura bizantina, Ambros é considerado o provável protótipo para o emir Ambro, o avô do herói epônimo no poema épico Digenis Acritas, enquanto o estudioso G. Veloudis sugeriu que ele estaria na origem do herói epônimo da Canção de Armuris. O estudioso alemão Hans-Georg Beck vê como improvável esta identificação, mas aponta para a referência de um líder árabe "de braço pequeno" no mesmo conto, que pode refletir a tradição popular baseada em Ambros. Finalmente, o estudioso do século X Almaçudi relata na sua obra Os Prados de Ouro (VIII, 74-75) que Ambros estava entre os "muçulmanos ilustres" cujos retratos eram exibidos nas igrejas bizantinas em reconhecimento do seu valor.